# Line Flem Høst
Line Flem Høst (née le 10 novembre 1995 à Oslo) est une skipper norvégienne.
Elle a remporté la médaille de bronze du laser radial féminin aux Jeux olympiques d'été de 2024.